# محمدحسین بیاتی
محمدحسین بیاتی (زاده ۱۳۶۱) رئیس دانشگاه عدالت است که با کسب ۲۵۰۶۵۳ رای به‌عنوان نماینده استان آذربایجان غربی در ششمین دوره مجلس خبرگان رهبری انتخاب شد. وی همچنین از استادان دانشگاه امام صادق و از شاگردان سید محمود هاشمی شاهرودی نیز بوده است.